# Gay’s The Word

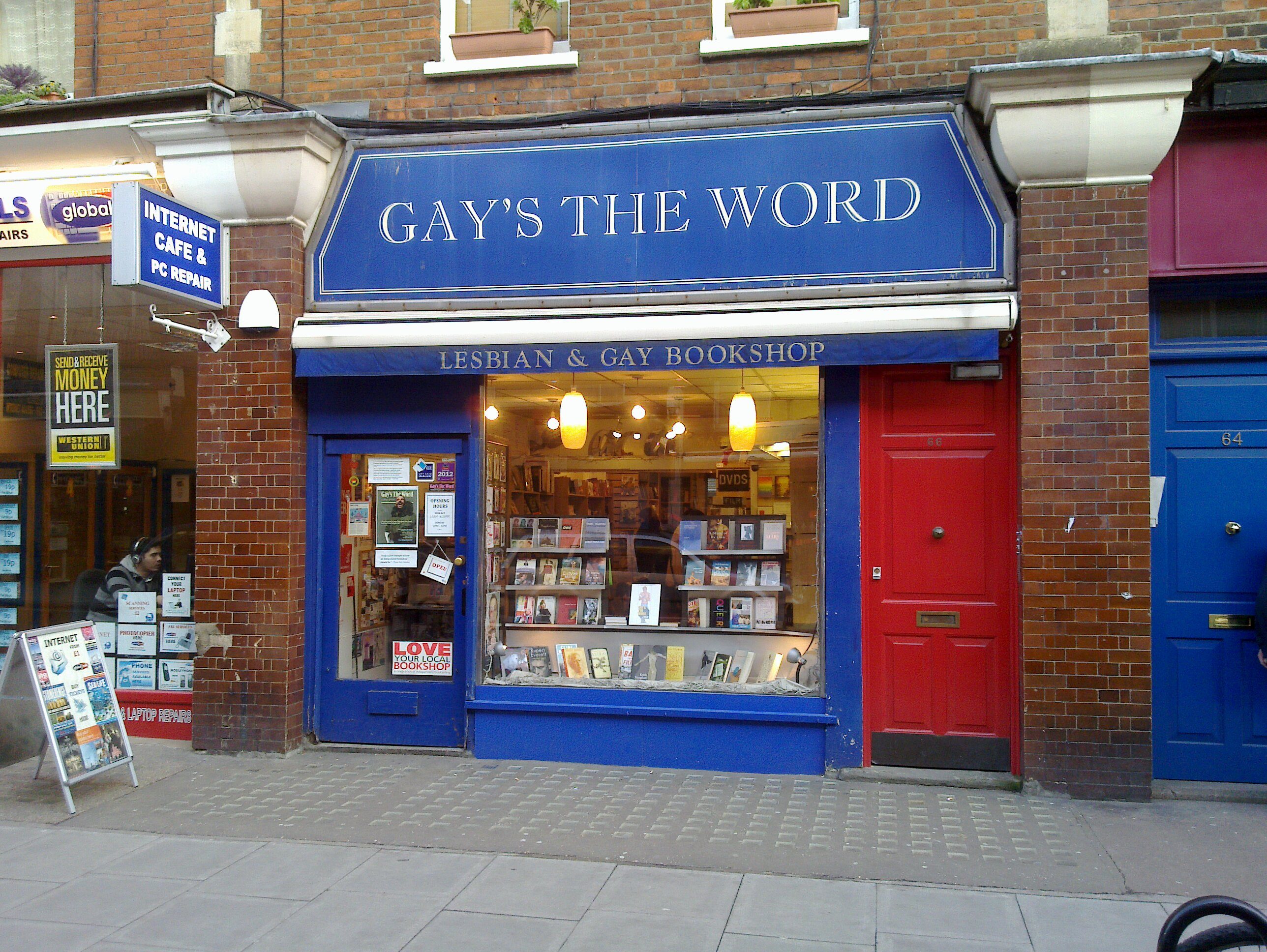
Gay’s The Word in der 66 Marchmont Street in Bloomsbury, London

Gay’s The Word ist eine Buchhandlung für schwule und lesbische Literatur im Londoner Stadtteil Bloomsbury (London Borough of Camden); sie war die erste und ist heute die letzte ihrer Art im Vereinigten Königreich. Ermutigt und inspiriert vom Aufkommen schwul-lesbischer Buchhandlungen in den Vereinigten Staaten, gründete 1979 eine kleine Gruppe von schwulen Aktivisten die Buchhandlung. Gay’s The Word entwickelte sich zu einem der wichtigsten Treffpunkte der Londoner und britischen LGBT-Szene.

## Geschichte
Als einer der Hauptgründer der schwul-lesbischen Buchhandlung Gay’s The Word gilt Ernest Hole, der in den 1960er Jahren in New York lebte und dort unter anderem der Eröffnung der ersten LGBT-Buchhandlung namens The Oscar Wilde Memorial Bookshop in Greenwich Village beiwohnte. Hole zog in den 1970er Jahren nach London und versuchte dort bei Veranstaltungen der schwul-lesbischen Szene Bücher zu verkaufen. Mit Unterstützung von Freundinnen und Freunden suchte Hole einem Ladengeschäft, um eine Buchhandlung zu eröffnen. Nach einigen Hinweisen fand er ein leeres Ladengeschäft in der Marchmont Street im Stadtteil Bloomsbury. Nach einigem Widerwillen seitens der Stadtverwaltung bat Hole den damaligen Camdener Stadtrat Ken Livingstone erfolgreich um Unterstützung, sodass die Stadtverwaltung Hole das Ladengeschäft Nr. 66 zur Verfügung stellte.
Die Eröffnung der Buchhandlung fand am 17. Januar 1979 in Anwesenheit zahlreicher Freundinnen und Freunde statt. Der Name der Buchhandlung war ein Zitat des Titels des letzten Musicals des schwulen walisischen Komponisten und Autoren Ivor Novellos. Die Buchhandlung, die zeitweise auch ein Café beherbergte, entwickelte sich schnell zu einem zentralen Treffpunkt der schwul-lesbischen Szene Londons. Zahlreiche Gruppen nutzten und nutzen bis heute die Räume der Buchhandlung auch als Treffpunkt außerhalb der offiziellen Öffnungszeiten. In den 1970er und 1980er Jahren war schwul-lesbische Literatur nur besonders schwer zu erwerben, wobei eine wachsende Zahl an amerikanischen Kleinverlagen Bücher herausbrachten. Gay’s The Word hatte erheblichen Anteil daran schwul-lesbische Literatur aus den USA im Vereinigten Königreich verfügbar zu machen.
1984 führte die britische Steuer- und Zollbehörde (HM Customs and Excise) in der Annahme es handle sich um ein Pornogeschäft eine Razzia durch und beschlagnahmte alle importierten Bücher, und damit einen Großteil der Waren. Die Inhaber erhielten eine Anzeige, da sie vermeintlich illegale, obszöne Literatur nach dem Customs Consolidation Act von 1876 eingeführt hätten. Die Razzia führte zu einer großen öffentlichen Unterstützungskampagne. Zahlreiche Menschen spendeten für den notwendigen Rechtsschutz, Gore Vidal soll 3000 Pfund gespendet haben. Auch in den Zeitungen wurden darüber berichtet, verschiedene Abgeordnete des britischen Parlaments besuchten die Buchhandlung. Ein Gericht entschied letztendlich das Verfahren einzustellen.

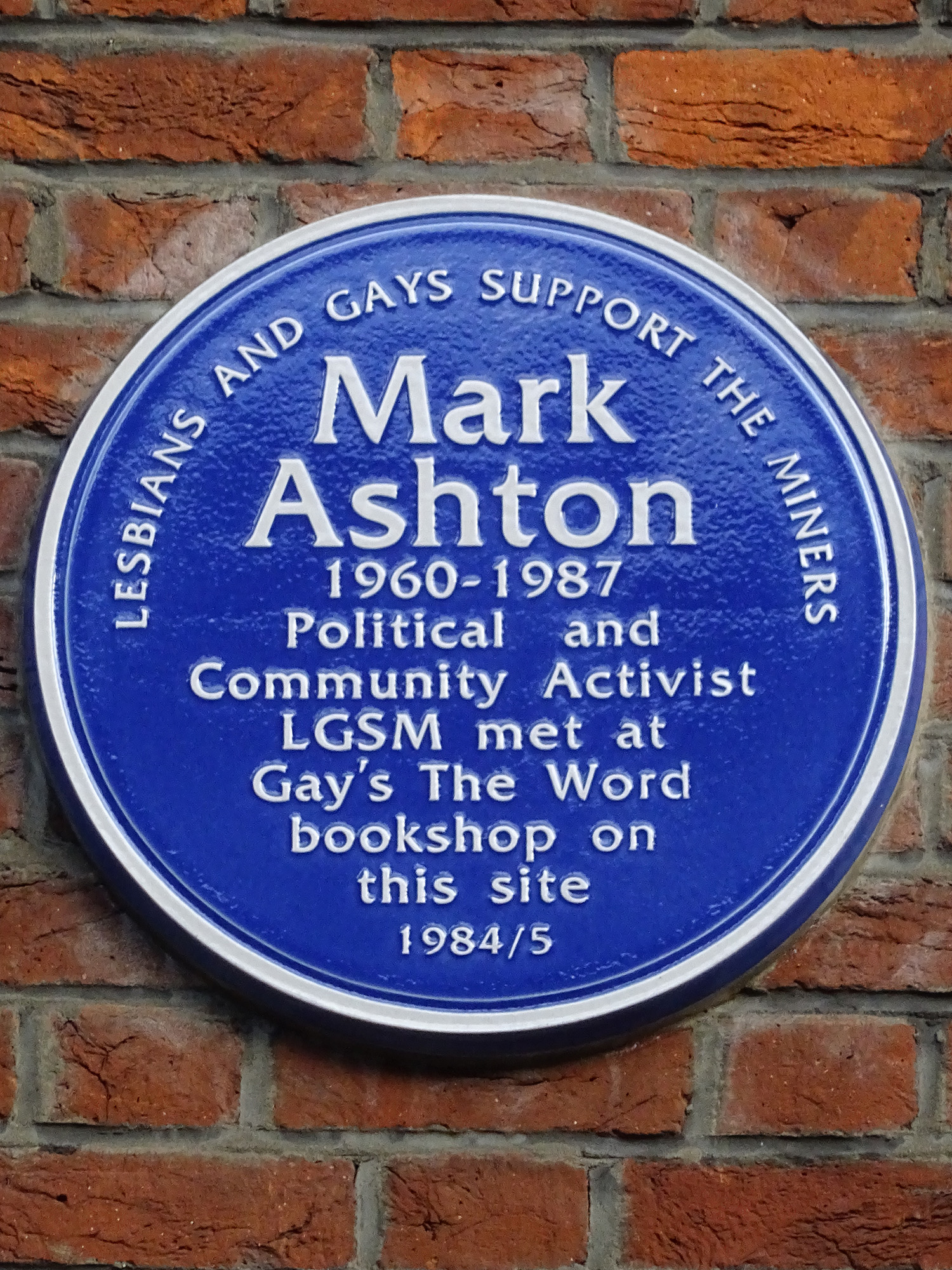
Gedenkplakette an der Buchhandlung für Mark Ashton, Gründer von Lesbians and Gays Support the Miners

Zwischen 1984 und 1985 war Gay’s The Word ein Treffpunkt von Lesbians and Gays Support the Miners, eine britische Vereinigung von Schwulen und Lesben, die sich zur finanziellen und moralischen Unterstützung der Streikenden und ihrer Familien während des einjährigen Bergarbeiterstreiks von 1984/1985 gegründet hatte. Der 2014 veröffentlichte Film Pride porträtiert die Gruppe und die Buchhandlung als ihren zentralen Treffpunkt.
2007 befürchteten die Inhaber der Buchhandlung diese aufgrund der steigenden Mieten und der sinkenden Einkünfte aufgrund des Internethandels schließen zu müssen. Sie starteten eine Kampagne zur Erhaltung der Buchhandlung, die zu einer Welle von Unterstützung des Geschäfts führte. Inzwischen gilt die Zukunft der Buchhandlung als gesichert.